# Bene Gesserit
Les Bene Gesserit (sigles B. G.) són orde femení secret pertanyent a la saga de ciència-ficció Dune. Antiga escola d'entrenament mental i físic creada sobretot per a estudiants del sexe femení, després que la Jihad Butleriana va destruir les anomenades "màquines de pensar" i els robots.
També controla la CHOAM (Combine Honnete Ober Advancer Mercantiles), una corporació universal de desenvolupament, junt amb l'emperador, les Grans Cases i la Guilda. Aquesta última i la Bene Gesserit són associades silencioses.